# Komsomolskaja prawda

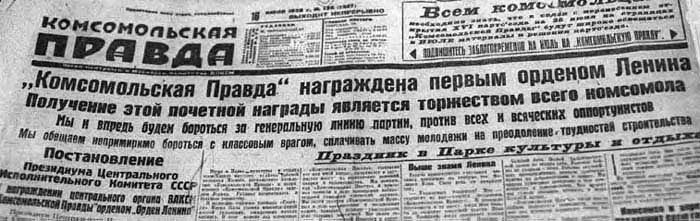
Wydanie z 23 maja 1930 roku z informacją o przyznaniu dziennikowi pierwszego w historii Orderu Lenina

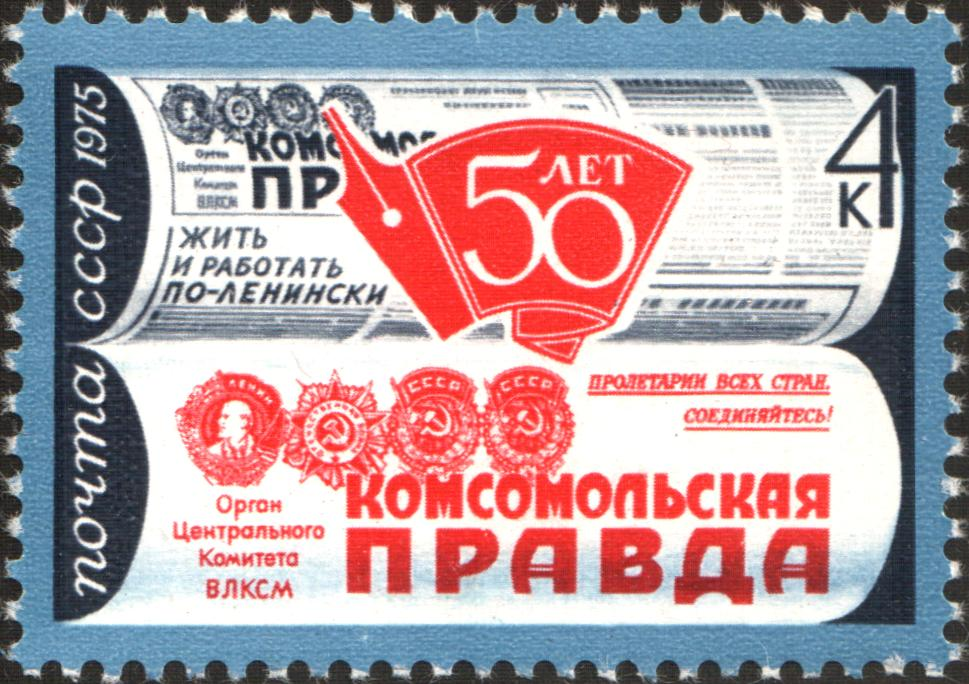
Radziecki znaczek pocztowy z 1975 roku upamiętniający 50. rocznicę powstania „Komsomolskiej prawdy”

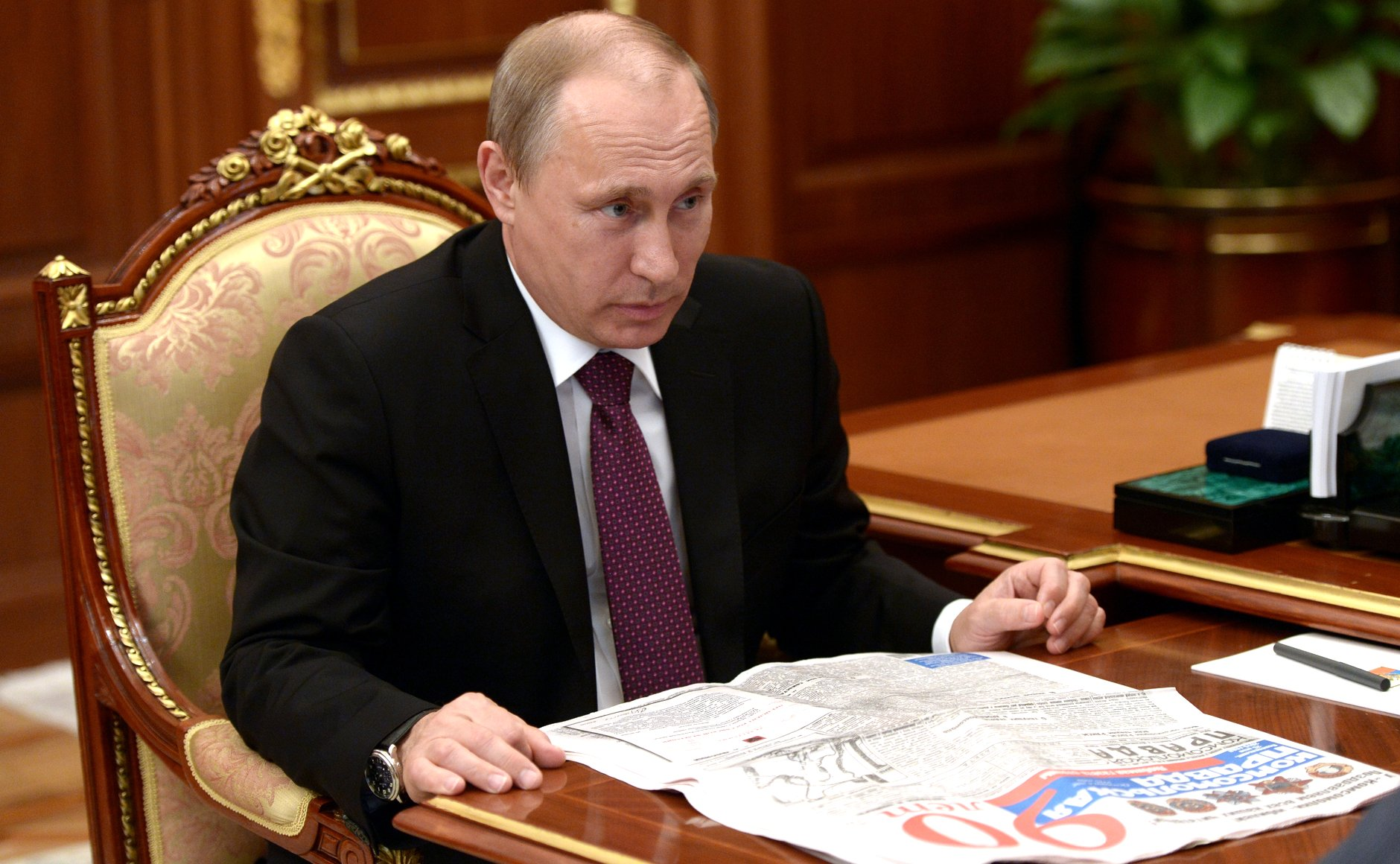
Prezydent Rosji Władimir Putin z jubileuszowym wydaniem gazety, 26 maja 2015

Komsomolskaja prawda (ros. Комсомольская правда) – rosyjska gazeta (dziennik) wydawana od 1925 roku w Moskwie. Największa pod względem nakładu rosyjska gazeta codzienna (ponad 600 tysięcy egzemplarzy).

## Historia
W czasach radzieckich był to oficjalny organ prasowy Komsomołu, młodzieżówki KPZR. Z czasem gazeta urosła jednak do rangi największego i najbardziej opiniotwórczego dziennika w ZSRR. „Komsomolskaja prawda” została odznaczona dwukrotnie Orderem Czerwonego Sztandaru Pracy (1950 i 1957), Orderem Lenina (1930), Orderem Rewolucji Październikowej (1975) i Orderem Wojny Ojczyźnianej (1945). Na początku lat 90. jej nakład przekraczał 22 miliony egzemplarzy (rekord zapisany w Księdze Guinnessa), jakkolwiek wpływ na ten wynik miał charakter gospodarki centralnie planowanej i obowiązkowe prenumeraty ze szkół oraz zakładów przemysłowych.
Po rozpadzie Związku Radzieckiego gazeta przeszła znaczne zmiany techniczne, merytoryczne i własnościowe. Wprowadzono kolor, reklamy oraz format tabloidowy. Po rozwiązaniu Komsomołu dziennik stał się własnością prywatnej spółki Media Partner, która z kolei należy do ESN Group, koncernu energetycznego kierowanego przez Grigorija Bieriozkina, blisko związanego z Gazpromem. Obecnie jest to gazeta prezentująca informacje polityczno-sensacyjne z dużą ilością wiadomości z życia gwiazd i show-biznesu. Na stronach dziennika dostrzegalna jest także silna nostalgia za czasami Związku Radzieckiego. Nadal na każdym wydaniu drukuje się miniatury orderów, jakimi gazeta została odznaczona w czasach radzieckich.

## Redaktorzy naczelni
- Aleksandr Slepkow (1925)
- Aleksandr Martynowski (1925–1928)
- Iwan Bobryszew (1929)
- Andriej Troicki (1929–1932)
- Władimir Bubiekin (1932–1937)
- Nikołaj Michajłow (1937–1938)
- Boris Burkow (1941–1948)
- Dmitrij Goriunow (1950–1957)
- Aleksiej Adżubej (1957–1959)
- Jurij Woronow (1959–1965)
- Boris Pankin (1965–1973)
- Lew Kornieszow (1973–1978)
- Walerij Ganiczew (1978–1980)
- Giennadij Sielezniow (1981–1988)
- Władisław Fronin (1988–1995)
- Walerij Simonow (1995–1997)
- Władimir Sungorkin (1997–2022)[7]
- Olesia Nosowa(inne języki) (od 2022)

## „Komsomolskaja prawda” na obszarze byłego ZSRR
Po rozpadzie ZSRR w latach 90. XX w. powstały rosyjskojęzyczne „Komsomolskaja prawda w Ukrainie” (wydawana od 1996 r., w 2016 roku w wyniku dekomunizacji zmieniła nazwę na „KP w Ukrainie”), „Komsomolskaja prawda w Biełorussii” (wydawana od 1999 roku) oraz „Komsomolskaja prawda Mołdowa”.